# Neckeropsis inundata
Neckeropsis inundata är en bladmossart som beskrevs av Brotherus 1909. Neckeropsis inundata ingår i släktet Neckeropsis och familjen Neckeraceae. Inga underarter finns listade i Catalogue of Life.